# Thora Thyselius
Thora Thyselius, verwitwete Thora Behrens-Thyselius (* 19. Juni 1911 in Brake (Unterweser); † 8. März 1991 ebenda), war eine deutsche Schriftstellerin, die überwiegend in niederdeutscher Sprache veröffentlichte.

## Leben
Thora Thyselius, Nachfahrin des Staatsministers Johann Thyselius, wuchs in der Wesermarsch auf, verbrachte aber einen Teil ihrer Kindheit am Mellersee in Schweden. Ihr Vater Justus Thyselius war Reeder und schwedischer Konsul, ihre Mutter Grete Thyselius, geborene Arnold, kam aus Ostfriesland. Thora Thyselius besuchte in Brake das Lyzeum und die Oberrealschule. 1931 machte sie ihre Reifeprüfung und heiratete ein Jahr später den Volksschullehrer Edo Behrens, der 1944 im Zweiten Weltkrieg in Russland vermisst wurde.
Mit dem Schreiben von plattdeutschen Geschichten begann Thyselius schon vor dem Krieg. Nach 1945 arbeitete sie als Journalistin, freie Autorin und Schriftstellerin. Sie veröffentlichte Erzählungen, Kurzgeschichten und Romane sowie Theaterstücke und Hörspiele, die zwischen 1954 und 1977 beim NDR, bei Radio Bremen und beim WDR produziert wurden.
Thora Thysellius lebte in ihrer Heimatstadt Brake an der Weser und hatte zwei Söhne.

## Ehrungen
- 1965 Fritz-Reuter-Preis der Carl Toepfer Stiftung F.V.S.
- 1986 Ehrenmedaille der Stadt Brake zum 75. Geburtstag[2]

## Rezeption
2023 wurde im Garten des Schiffahrtsmuseums der Stadt Brake (Unterweser) eine Installation mit 12 Zitaten von Thora Thyselius eingerichtet. Besucher erhalten mittels QR-Codes Zugang zu Erklärungen, Original-Dokumenten und Hörbeispielen aus Leben und Werk von Thora Thyselius. Der Museumsgarten ist Tag und Nacht öffentlich zugänglich und direkt vom Parkplatz Schulstraße 1 zu erreichen.

## Werke

### In Niederdeutsch
- Heink Stüür, Spiel in drei Törns, Quickborn-Verlag, Hamburg 1949
- Möhl up de Höcht ..., Heiteres Heimatspiel, Hermes Verlag, Hamburg 1950
- Deerns ower veertig!, Plattdeutsches Lustspiel in 3 Aufzügen, Quickborn-Verlag, Hamburg 1950
- Dude und Gerold, Historienspiel, Selbstverlag, Brake (Unterweser) 1954
- Scharpe Eck, Schwankhafte Komödie oder komödienhafter Schwank, Selbstverlag, Brake (Unterweser) 1955
- Tant van’t Siel, Erzählung, Verlag der Fehrs-Gilde, Hamburg-Wellingsbüttel 1962
- Dat Sunnenhuus, Erzählung, Verlag der Fehrs-Gilde, Hamburg-Wellingsbüttel 1965
- Daudruppen, Erzählung, Verlag der Fehrs-Gilde, Hamburg-Wellingsbüttel 1975, ISBN 3-87849-009-7
- De gode Partie, lustiger Einakter, Karl Mahnke Theaterverlag, Verden 1983
- Twee von de Venus, Hörspiel in drei Törns, Karl Mahnke Theaterverlag, Verden 1985

### In Hochdeutsch
- Zwischen Himmel und Hölle, Historischer Roman, 1949
- Wille und Werk, Historischer Roman, 1952
- Fischer Hartjen, Schauspiel, 1953
- Schneekönigin, Weihnachtsmärchen, 1953
- Kleine Herrlichkeit, Historische Kurzgeschichten, 1966
- Ebbe und Flut, Tatsachenroman, 1987

## Hörspiele
- 1955: Keen Grund un Bodden. Niederdeutsches Hörspiel – Regie: Günter Jansen (NWDR Hamburg)
- 1957: Windeier. Niederdeutsches Hörspiel – Regie: Günter Jansen (NDR)
- 1959: Allens blots Schören (Scherben). Hörspeel ut uns' Tiet – Regie: Hans Tügel (NDR)
- 1962: Fischernetten – Regie: Günther Siegmund (NDR/RB)
- 1965: Sophie 7. Niederdeutsches Hörspiel – Redaktion und Regie: Rudolf Beiswanger (Original-Hörspiel, NDR)
- 1967: Siene graute Stunne – Regie: Wolfram Rosemann (WDR)
- 1969: De Pietsch. Niederdeutsches Hörspiel – Regie: Heini Kaufeld (Original-Hörspiel, NDR)
- 1970: Elkeen för sick. Niederdeutsches Hörspiel – Regie: Jochen Schenck (Original-Hörspiel, NDR)
- 1972: Trallen. Niederdeutsches Hörspiel – Regie: Jochen Rathmann (Original-Hörspiel, NDR)
- 1973: Nix to arben. Heiteres niederdeutsches Hörspiel – Regie: Karl-Heinz Kreienbaum (Original-Hörspiel, NDR)
- 1977: De sülvern Mööw. Niederdeutsches Hörspiel – Regie: Hans Helge Ott (Original-Hörspiel, RB/NDR)
- 1983: Von de Leev un von de See. Niederdeutsches Hörspiel – Regie: Wolfgang Rostock (RB/NDR)